# Frank Klawonn (Ruderer)

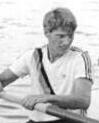
Frank Klawonn, 1988

Frank Klawonn (* 22. März 1966 in Schwedt/Oder) ist ein ehemaliger Ruderer aus der Deutschen Demokratischen Republik. 1988 wurde Klawonn Olympiasieger im Vierer mit Steuermann.
Klawonn ruderte für die SG Dynamo Potsdam unter Trainer Bernd Landvoigt. 1984 hatte Klawonn den Juniorenweltmeistertitel im Zweier ohne Steuermann gewonnen. 1986 rückte er im Erwachsenenbereich in den schon recht erfolgreichen Vierer mit Steuermann auf. In der Besetzung Karsten Schmeling, Bernd Niesecke, Bernd Eichwurzel, Frank Klawonn und Hendrik Reiher gelang dem Boot der Gewinn der DDR-Meisterschaft 1986 und 1988. Das Boot siegte bei den Weltmeisterschaften 1986 in Nottingham und 1987 in Kopenhagen. Bei den Olympischen Spielen 1988 in Seoul gewann der Potsdamer Vierer mit fast drei Sekunden Vorsprung auf das Boot aus Rumänien die Goldmedaille. 1989 siegte Klawonn noch einmal bei der DDR-Meisterschaft im Vierer. 1990 wurden Thoralf Peters, Klawonn und Steuermann Hendrik Reiher letzter DDR-Meister im Zweier mit Steuermann, 1991 gewannen die drei den Titel bei der ersten gesamtdeutschen Meisterschaft nach der Wende.
Für seinen Olympiasieg 1988 wurde er ebenso wie für den Gewinn des Weltmeistertitels 1986 mit dem Vaterländischen Verdienstorden in Gold ausgezeichnet.
Klawonn wechselte nach der Wende vom Sportstudium zum Finanzwesen und schloss sein Studium als Diplom-Finanzwirt ab, er ist Beamter in Potsdam.